# 栃木県立塩谷高等学校
栃木県立塩谷高等学校（とちぎけんりつしおやこうとうがっこう）は、栃木県塩谷郡塩谷町大宮にかつて存在した高等学校。

## 特色
- 設置学科
  - 全日制課程 - 普通科、社会福祉科
- 所在地 - 栃木県塩谷郡塩谷町大宮2579-1
北緯36度45分3.3秒 東経139度52分15.2秒 / 北緯36.750917度 東経139.870889度

## 沿革
- 1950年（昭和25年） 栃木県立矢板高等学校の大宮分校として開校
- 1972年（昭和47年） 栃木県立塩谷高等学校として独立
- 2000年（平成12年） 創立50周年記念式典
- 2013年（平成25年） 矢板高校と統合し閉校[1]。校地は日々輝学園高等学校体験学習館開桜館となった[2]。

## 出身者
- 森山愛子（演歌歌手）